# Poster session
Poster session je termín, který označuje prezentaci informací pomocí posteru jedné osoby či týmu na konferencích či kongresech.
Poster session se zcela liší od mluvené nebo vizuální prezentace, proto je také nutné použít jiné techniky k jeho přípravě. Účelem posteru je seznámit zájemce s tvorbou, zaměřením prezentujícího jednoduše pochopitelnou formou, která stimuluje zájem a diskusi. Základním cílem je vyprovokovat výměnu názorů mezi prezentujícím a plénem. Poster sessions je ideální příležitostí pro neformální představení nejrůznějších projektů a výzkumů. Poster je obvykle plakát, listy papíru nebo fotografie připevněnými na posterový výstavní panel, často je také ale využita další audiovizuálních technika, například video projekce, která je vhodným doplňkem Poster Sessions.